# دانمارکی شرقی
دانمارکی شرقی اشاره به گویش‌های زبان دانمارکی که در برنهلم (گویش برنهلم)، بلکینگه، هاللاند، اسکونه و بخش‌هایی از اسملاند سخن گفته می‌شود دارد.گویش‌هایی که در سوئد هستند توسط زبان سوئدی مورد تاثیر قرار گرفتند و برخی اوقات به عنوان گویش‌های سوئدی در نظر گرفته می‌شوند.